# Christophe Guilluy
Christophe Guilluy (Montreuil (Seine-Saint-Denis), 14 oktober 1964) is een Franse geograaf, gespecialiseerd in stadsgeografie.

## Biografie
Guilluy groeide op in de Parijse wijk Belleville. Het flatgebouw waarin hij woonde, zou worden afgebroken waarbij het gezin had moeten verhuizen naar de randgemeente La Courneuve. Uiteindelijk bleef het gebouw toch gespaard, zodat het gezin in Parijs kon blijven.
In 1987 behaalde hij zijn master in de stadsgeografie aan de Universiteit Parijs 1 Panthéon-Sorbonne.
Later werkte hij als adviseur voor lokale besturen en als manager bij een marketingbureau. 

## De periferie in Frankrijk
Het idee van regionale tegenstellingen in Frankrijk is niet nieuw: reeds in 1947 schreef de Franse geograaf Jean-François Gravier zijn beroemd pamflet Paris et le désert français
Guilluy wijdt zich sedert het einde van de jaren negentig aan de uitwerking van een nieuwe sociale geografie, waarin hij een aantal politieke, sociale en culturele problemen in het hedendaagse Frankrijk benadert vanuit een geografisch perspectief. Reeds in 2004 verscheen Atlas des nouvelles fractures sociales, en in 2010 Fractures françaises - publicaties die veel weerklank genoten, en door politici van zowel rechts als links gewaardeerd werden om hun analyses. Hij wijst op het ontstaan van La France périphérique (het perifere Frankrijk), dat zich uitstrekt vanaf de kwetsbare verstedelijkte rand van de grote steden, over de kleine en middelgrote steden, tot het platteland. In dat gebied woont nu 60% van de bevolking, en driekwart van een nieuwe onderklasse, die uit de boot valt van de gemondialiseerde grote steden met hun randgemeenten.
Samen met Serge Guérin, gespecialiseerd in de sociologie van de oudere bevolking, wijst hij op de toenemende sociaal-precaire situatie van een groeiend aantal gepensioneerde arbeiders, lagere bedienden en kleine zelfstandigen die in dit perifere deel van Frankrijk wonen en nauwelijks rondkomen.
In 2017 was hij, samen met Jean-Pierre Chevènement en 14 andere vooraanstaanden, ondertekenaar van een opiniestuk in Le Figaro onder de titel Europe: la supranationalité a échoué, faisons confiance aux nations (De supranationaliteit heeft gefaald, laten we vertrouwen schenken aan de natiestaat).
In interviews verwoordt Guilluy de wanhoop van deze 'verliezers van de mondialisering', die uit reactie niet meer deelnemen aan verkiezingen, of een proteststem uitbrengen. In de Protestbeweging van de gele hesjes ziet Guilluy dan ook een bevestiging van zijn theorie.

## Kritiek
Guilluy kreeg uit verschillende hoeken kritiek op zijn werk en uitspraken. Met name worden hem overhaaste conclusies aangewreven, en wordt hem verweten de sociale tegenstellingen te voeden, hetgeen extreemrechts in de kaart zou spelen.